# Aeroportul Lanzhou Zhongchuan
Aeroportul Lanzhou Zhongchuan (IATA: LHW, ICAO: ZLLL) este un aeroport din Lanzhou, Gansu, Republica Populară Chineză ce deservește zona Lanzhou. Aeroportul a fost tranzitat în 2022 de 5.942.431 de pasageri. A fost numit după zona deservită.
Situat la o altitudine de 1.947 m, aeroportul dispune de o singură pistă. Este operat de HNA Group⁠(d).